# Дискография Sonic Youth
Группа Sonic Youth была основана в Нью-Йорке в 1981 году. В составе группы — Тёрстон Мур, Ли Ранальдо, Ким Гордон, Марк Айболд и Стив Шелли. Дискография Sonic Youth включает студийные альбомы, EP, синглы, релизы SYR, официальные бутлеги и несколько саундтреков, в которые вошли песни группы.
В 1982 на лейбле Neutral Records у Sonic Youth вышел их дебютный одноимённый мини-альбом «Sonic Youth». Через год появился первый студийный альбом Confusion is Sex, тогда же, на немецком лейбле «Zensor Records» был издан EP «Kill Yr Idols», который позже, в 1995 году, будет переиздан в составе Confusion is Sex. Bad Moon Rising был выпущен на Blast First, лейбле, созданном специально для английских релизов Sonic Youth и других схожих американских групп. В 1986 году, на SST Records вышел EVOL. Альбом привлёк внимание и получил признание у критиков, и группа выпустила на Enigma Records Sister и двойной Daydream Nation в 1987 и 1988 годах соответственно.
В 1990 Sonic Youth подписали контракт с мейджор-лейблом Geffen Records и в том же году вышел альбом «Goo». Записи тура Sonic Youth в 1991 году, вместе с малоизвестной тогда группой Nirvana были изданы в документальном фильме «1991: The Year Punk Broke». В 1992 году выходит «Dirty», два года спустя «Experimental Jet Set, Trash and No Star» и ещё через год — «Washing Machine».
Альбом «NYC Ghosts & Flowers» вынужденно записывался группой на новых инструментах — в 1999 году вся их аппаратура была украдена во время гастролей в Орэндж Каунти, Калифорния. Летом 2002 года вышел «Murray Street», после, в 2004 — «Sonic Nurse». «Rather Ripped» и «The Destroyed Room: B-sides and Rarities» были выпущены в 2006, последний включает в себя треки, доступные только на виниле и ранее не издававшиеся композиции.
В 2009 году на Matador Records выходит «The Eternal», первый альбом на новом лейбле после долгого сотрудничества с Geffen Records.

## Студийные альбомы
| Год                                        | Информация                                                                                | Позиция в чартах | Позиция в чартах | Позиция в чартах | Позиция в чартах | Позиция в чартах | Позиция в чартах | Позиция в чартах | Позиция в чартах | Позиция в чартах | Позиция в чартах |
| Год                                        | Информация                                                                                | US               | UK               | AUS              | GER              | FRA              | NOR              | SWE              | NLD              | NZ               | BEL              |
| ------------------------------------------ | ----------------------------------------------------------------------------------------- | ---------------- | ---------------- | ---------------- | ---------------- | ---------------- | ---------------- | ---------------- | ---------------- | ---------------- | ---------------- |
| 1982                                       | Sonic Youth - Выпущен: Март 1982 - Лейбл: Neutral (Neutral #1)                            | —                | —                | —                | —                | —                | —                | —                | —                | —                | —                |
| 1983                                       | Confusion is Sex - Выпущен: Февраль 1983 - Лейбл: Neutral (Neutral #9)                    | —                | —                | —                | —                | —                | —                | —                | —                | —                | —                |
| 1985                                       | Bad Moon Rising - Выпущен: Март 1985 - Лейбл: Homestead (HMS #16)                         | —                | —                | —                | —                | —                | —                | —                | —                | —                | —                |
| 1986                                       | EVOL - Выпущен: Март 1986 - Лейбл: SST (SST #59)                                          | —                | —                | —                | —                | —                | —                | —                | —                | —                | —                |
| 1987                                       | Sister - Выпущен: Июнь 1987 - Лейбл: SST (SST #134)                                       | —                | —                | —                | —                | —                | —                | —                | —                | —                | —                |
| 1988                                       | Daydream Nation - Выпущен: Октябрь 1988 - Лейбл: Enigma (EN #75403-02)                    | —                | 99               | —                | —                | —                | —                | —                | —                | —                | —                |
| 1989                                       | The Whitey Album (как Ciccone Youth) - Выпущен: Январь 1989 - Лейбл: Enigma (EN #7 75402) | —                | —                | —                | —                | —                | —                | —                | —                | —                | —                |
| 1990                                       | Goo - Выпущен: 26 июня 1990 - Лейбл: DGC (DGC #24297)                                     | 96               | 32               | 94               | —                | —                | —                | —                | —                | —                | —                |
| 1992                                       | Dirty - Выпущен: 21 июля 1992 - Лейбл: DGC (DGC #24485)                                   | 83               | 6                | 22               | 59               | —                | —                | 26               | —                | —                | —                |
| 1994                                       | Experimental Jet Set, Trash and No Star - Выпущен: 3 мая 1994 - Лейбл: DGC (DGC #24632)   | 34               | 10               | 25               | 87               | —                | —                | 27               | 65               | 16               | —                |
| 1995                                       | Washing Machine - Выпущен: 26 сентября 1995 - Лейбл: DGC (DGC #24852)                     | 58               | 39               | 34               | —                | —                | —                | —                | 91               | 41               | 38               |
| 1998                                       | A Thousand Leaves - Выпущен: 12 мая 1998 - Лейбл: DGC (DGC #25203)                        | 85               | 38               | 66               | 84               | 32               | 37               | 43               | —                | —                | 28               |
| 2000                                       | NYC Ghosts & Flowers - Выпущен: 16 мая 2000 - Лейбл: Geffen (GEF #069490650-2)            | 172              | 113              | —                | —                | 61               | 37               | —                | —                | —                | —                |
| 2002                                       | Murray Street - Выпущен: 25 июня 2002 - Лейбл: DGC (DGC #694933192)                       | 126              | 77               | 78               | 63               | 48               | 16               | —                | —                | —                | 28               |
| 2004                                       | Sonic Nurse - Выпущен: 7 июня 2004 - Лейбл: Geffen (GEF #B0002549-12)                     | 64               | —                | 54               | 89               | 40               | 21               | —                | 98               | —                | 23               |
| 2006                                       | Rather Ripped - Выпущен: 13 июня 2006 - Лейбл: Geffen (GEF #B0006757-02)                  | 71               | 64               | 40               | 79               | 25               | 13               | 46               | —                | —                | 20               |
| 2009                                       | The Eternal - Выпущен: 9 июня 2009 - Лейбл: Matador                                       | 18               | 42               | 52               | 29               | 19               | 17               | 28               | 90               | 38               | 9                |
| «—» обозначает релизы, не попавшие в чарт. |                                                                                           |                  |                  |                  |                  |                  |                  |                  |                  |                  |                  |
|                                            |                                                                                           | US               | UK               | AUS              | GER              | FRA              | NOR              | SWE              | NLD              | NZ               | BEL              |
| Позиция в чартах                           |                                                                                           |                  |                  |                  |                  |                  |                  |                  |                  |                  |                  |

## Сборники
| Год  | Информация                                                                                             | Примечания                                                                            |
| ---- | --- | ------------------------------------------------------------------------------------- |
| 1984 | Sonic Death - Лейбл: Ecstatic Peace (E #2)                                                             | - Записи живых выступлений с 1981 по 1983 год.                                        |
| 1995 | Screaming Fields of Sonic Love - Выпущен: 25 апреля, 1995 - Лейбл: DGC (DGC #24809)                    | - Сборник песен из «Daydream Nation» и более ранних.                                  |
| 2006 | The Destroyed Room: B-sides and Rarities - Выпущен: 12 декабря, 2006 - Лейбл: Geffen (GEF #B000812402) | - Сборник би-сайдов.                                                                  |
| 2008 | Hits Are for Squares - Выпущен: 10 июня, 2008 - Лейбл: Hear Music (Starbucks)                          | - Сборник из песен, выбранных различными знаменитостями, плюс один оригинальный трек. |

## EP
| Год  | Информация                                                                                   | Примечания |
| ---- | -------------------------------------------------------------------------------------------- | --- |
| 1983 | Kill Yr Idols - Выпущен: Октябрь 1983 - Лейбл: Zensor Records (Z #S10)                       | - Издан на CD вместе с «Confusion is Sex» в 1995. |
| 1987 | Master-Dik - Выпущен: Январь 1988 - Лейбл: Blast First (CHAT #1)                             | |
| 1993 | Whores Moaning - Выпущен: Февраль 1993 - Лейбл: Geffen (GEF #21783)                          | - Выпущен для Австралийского/Ново-Зеландского тура. - Название EP схоже с названием альбома Hormoaning, вышедшего на год раньше. На обложке EP — отсканированная кукла, сделанная Кевином Керслейком, и принадлежавшая Курту Кобейну. Также Кобейн — автор рисунка на обратной стороне EP. |
| 1994 | TV Shit - Выпущен: Февраль 1994 - Лейбл: Ecstatic Peace! (E #38)                             | - Совместно с Ямацука Ай (Boredoms). |
| 1998 | Silver Session for Jason Knuth - Выпущен: 14 июля 1998 - Лейбл: Sonic Knuth Records (SKR #1) | - Посвящён фанату Sonic Youth, радио-диджею, Джейсону Кнуту. |
| 2002 | In the Fishtank 9 - Выпущен: Июль 2001 - Лейбл: Konkurrent Records                           | - Совместно с Instant Composers Pool и The Ex. |
| 2002 | Kali Yug Express - Выпущен: 2002 - Лейбл: Geffen Records                                     | |
| 2009 | Sensational Fix - Выпущен: Январь 2009 - Лейбл: Matador Records                              | |

## Sonic Youth Recordings (SYR)
На собственном лейбле Sonic Youth Recordings группа выпустила серию экспериментальных и по большей части инструментальных альбомов. У серии существует традиция — все альбомы выпускаются на разных языках.
| Год  | Информация                                                            | Примечания |
| ---- | --------------------------------------------------------------------- | --- |
| 1997 | SYR1: Anagrama - Выпущен: 10 июня, 1997                               | - Язык: французский. |
| 1997 | SYR2: Slaapkamers Met Slagroom - Выпущен: 2 сентября, 1997            | - Язык: нидерландский. |
| 1998 | SYR3: Invito Al Ĉielo - Выпущен: 24 февраля, 1998                     | - Первая совместная работа Джима О’Рурка и Sonic Youth. - Язык: эсперанто.                                                                                  |
| 1999 | SYR4: Goodbye 20th Century - Выпущен: 16 ноября, 1999                 | - Двойной альбом кавер-версий классических авангардных композиторов: Йоко Оно, Джона Кейджа, Стива Рейча, Христиана Вольфа и др. - Язык: английский.        |
| 2000 | SYR5 - Выпущен: 29 августа, 2000                                      | - Совместная работа Ким Гордон, DJ Olive, и Икуэ Мори. - Язык: японский.                                                                                    |
| 2005 | SYR6: Koncertas Stan Brakhage Prisiminimui - Выпущен: 6 декабря, 2005 | - Живое выступление на благотворительном концерте Anthology Film Archives, посвященном немым фильмам Стэна Брекиджа. Релиз только на CD. - Язык: литовский. |
| 2008 | SYR7: J'Accuse Ted Hughes - Выпущен: 22 апреля, 2008                  | - Язык: франкопровансальский. |
| 2008 | SYR8: Andre Sider Af Sonic Youth - Выпущен: 28 июля, 2008             | - Живое выступление на Roskilde Festival в 2005, в Дании. При участии Джима О’Рурка, Мэтса Густафссона, и Масами Акиты. - Язык: датский.                    |

## Синглы
| Год  | Сингл                                      | Позиции в чартах | Позиции в чартах | Позиции в чартах | Альбом                                  |
| Год  | Сингл                                      | USA Mod.         | UK singles       | IRL              | Альбом                                  |
| ---- | ------------------------------------------ | ---------------- | ---------------- | ---------------- | --------------------------------------- |
| 1984 | «Death Valley '69»                         | —                | —                | —                | Bad Moon Rising                         |
| 1985 | «Flower/Halloween»                         | —                | —                | —                | Bad Moon Rising                         |
| 1986 | «Flower/Satan is Boring»                   | —                | —                | —                | Bad Moon Rising                         |
| 1986 | «Starpower»                                | —                | —                | —                | EVOL                                    |
| 1986 | «Into the Groove(y)» (как Ciccone Youth)   | —                | —                | —                | The Whitey Album                        |
| 1988 | «Teen Age Riot»                            | 20               | —                | —                | Daydream Nation                         |
| 1989 | «Silver Rocket»                            | —                | —                | —                | Daydream Nation                         |
| 1989 | «Touch Me I'm Sick/Halloween»              | —                | —                | —                | сплит с Mudhoney                        |
| 1990 | «Kool Thing»                               | 7                | 81               | 24               | Goo                                     |
| 1990 | «Disappearer»                              | —                | —                | —                | Goo                                     |
| 1991 | «Dirty Boots»                              | —                | —                | —                | Goo                                     |
| 1992 | «100 %»                                    | 4                | 28               | —                | Dirty                                   |
| 1992 | «Youth Against Fascism»                    | —                | 52               | —                | Dirty                                   |
| 1993 | «Sugar Kane»                               | —                | 26               | —                | Dirty                                   |
| 1993 | «Drunken Butterfly»                        | —                | —                | —                | Dirty                                   |
| 1994 | «Bull in the Heather»                      | 13               | 24               | —                | Experimental Jet Set, Trash and No Star |
| 1994 | «Superstar»                                | 26               | —                | —                | If I Were a Carpenter                   |
| 1995 | «The Diamond Sea»                          | —                | —                | —                | Washing Machine                         |
| 1996 | «Little Trouble Girl»                      | —                | 85               | —                | Washing Machine                         |
| 1998 | «Sunday»                                   | —                | 72               | —                | A Thousand Leaves'                      |
| 2000 | «Nevermind (What Was It Anyway)»           | —                | —                | —                | NYC Ghosts & Flowers                    |
| 2003 | «Kim Gordon & The Arthur Doyle Hand Cream» | —                | —                | —                | сплит с Erase Errata                    |
| 2006 | «Helen Lundeberg/Eyeliner»                 | —                | —                | —                | Rather Ripped                           |
| 2006 | «Incinerate»                               | —                | —                | —                | Rather Ripped                           |
| 2006 | «Beautiful Plateau»                        | —                | —                | —                | The Destroyed Room                      |

## Официальные бутлеги
| Год  | Название                     | Примечание                                                   |
| ---- | ---------------------------- | ------------------------------------------------------------ |
| 1986 | The Walls Have Ears          | - Запись живого выступления в 1985.                          |
| 1988 | Stick Me Donna Majick Momma  |                                                              |
| 1990 | 4 Tunna Brix                 |                                                              |
| 1991 | Goo Demos                    | - Сборник демозаписей с альбома Goo.                         |
| 1991 | Hold that Tiger              | - Запись живого выступления в 1987.                          |
| 1992 | Live at the Continental Club | - Выступление 1986 года, выпущенное силами фан-клуба группы. |
| 1994 | Live in Bremen               |                                                              |
| 1995 | Live Venlo, Holland 12.27.83 | - Выступление 1983 года, выпущенное силами фан-клуба группы. |

## Видеоальбомы
| Год  | Название                                                                                   | Примечание |
| ---- | ------------------------------------------------------------------------------------------ | --- |
| 1985 | Live at Stache’s - Лейбл: Altavistic (ATV #2)                                              | - Концертное видео, записанное 1 августа 1985 в Коламбусе.                                                       |
| 1991 | Goo - Выпущен: 13 апреля, 1993 - Лейбл: DGC (DGC #V-39508)                                 | - Сборник клипов на все песни из альбома Goo. - Включен в Corporate Ghost: The Videos: 1990–2002.                |
| 1992 | Gila Monster Jamboree - Лейбл: Sonic Death (SD #13005)                                     | - Концертное видео, записанное 5 января 1985 в Мохаве.                                                           |
| 1992 | 1991: The Year Punk Broke - Лейбл: DGC (DGC #V-39518)                                      | - Документальный фильм о нескольких альтернативных рок-группах, в основном о Sonic Youth.                        |
| 1995 | Screaming Fields of Sonic Love - Лейбл: DGC (DGC #V-39550)                                 | - Издание на VHS всех клипов группы до контракта с DGC, и нескольких записей живых выступлений.                  |
| 2004 | Corporate Ghost: The Videos: 1990–2002 - Выпущен: 8 июня 2004 - Лейбл: Geffen (GEF #75409) | - DVD-сборник клипов на песни изданные на лейбле Geffen, с 1990 по 2002. - Имеет статус Золотого диска в Канаде. |